# Матеріали і дослідження з археології Прикарпаття і Волині
«Матеріали і дослідження з археології Прикарпаття і Волині» — періодичне видання Інституту суспільних наук АН УРСР (з 1991 — Інститут суспільних наук АН України, з 1993 — Інститут українознавства імені І. Крип'якевича АН України, з 1994 — Інститут українознавства імені І. Крип'якевича НАН України), зокрема відділу археології. Перший випуск вийшов під назвою «Матеріали і дослідження по археології УРСР» (1954), вип. 7-й мав підзаголовок «Постаті української археології» (1998). Відповідальними редакторами були І. Крип'якевич (вип. 1–3), М. Смішко (вип. 4–5), В. Цигилик (вип. 6), Л. Мацкевий (вип. 7) і О. Ситник (вип. 9–12). У збірниках висвітлюються результати досліджень з різних питань історії і культури, починаючи з епохи палеоліту і до часів Київської Русі, заходу України та суміжних територій.